# Jacques Destrées
L'abbé Jacques Destrées (ou Destrée), né vers 1700 à Reims et mort en 1788, est un écrivain français.

## Biographie
Il est prieur de Neufville et collabore aux recueils périodiques de l'abbé Desfontaines, notamment les Observations sur les écrits modernes (1735 et suiv., 34 vol. in-12), et d'Élie Fréron. À ce titre, il est répertorié parmi les adversaires de Voltaire.

## Publications partielles
- Le Contrôleur du Parnasse, ou Nouveaux mémoires de littérature française et étrangère, sous le pseudonyme de Lesage d'Hydrophonie, 1745, Berne, 3 vol. in-12.
- Almanach généalogique, historique et chronologique, 1747 et suiv., 3 vol.
- Mémorial de chronologie généalogique et historique, 1752-1755, 4 vol.
- L'Europe vivante et mourante, 1759-1760, 2 vol., sans nom d'auteur.C'est la continuation de l'ouvrage précédent.

## Source
- Henri Menu, Notes biographiques, lettre C, Ms 2148, Bibliothèque Carnegie (Reims).